# العلاقات السويدية المدغشقرية
العلاقات السويدية المدغشقرية هي العلاقات الثنائية التي تجمع بين السويد ومدغشقر.

## مقارنة بين البلدين
هذه مقارنة عامة ومرجعية للدولتين:
| وجه المقارنة                                              | السويد                                                                               | مدغشقر                      |
| --------------------------------------------------------- | ------------------------------------------------------------------------------------ | --------------------------- |
| المساحة (كم2)                                             | 450.30 ألف                                                                           | 587.04 ألف                  |
| عدد السكان (نسمة)                                         | 10.16 مليون                                                                          | 25.57 مليون                 |
| الكثافة السكانية (ن./كم²)                                 | 22.56                                                                                | 43.56                       |
| العاصمة                                                   | ستوكهولم                                                                             | أنتاناناريفو                |
| اللغة الرسمية                                             | اللغة السويدية، لغات السامي، اللغة الفنلندية، منكيلي، اللغة الرومنية، اللغة اليديشية | اللغة الملغاشية، لغة فرنسية |
| العملة                                                    | كرونة سويدية                                                                         | أرياري مدغشقري              |
| الناتج المحلي الإجمالي (بليون دولار)                      | 538.04 مليار                                                                         | 11.50 مليار                 |
| الناتج المحلي الإجمالي (تعادل القوة الشرائية) بليون دولار | 469.01 مليار                                                                         | 35.51 مليار                 |
| الناتج المحلي الإجمالي الاسمي للفرد دولار أمريكي          | 50.58 ألف                                                                            | 401                         |
| الناتج المحلي الإجمالي للفرد دولار أمريكي                 | 45.30 ألف                                                                            | 1.44 ألف                    |
| مؤشر التنمية البشرية                                      | 0.907                                                                                | 0.510                       |
| رمز المكالمات الدولي                                      | +46                                                                                  | +261                        |
| رمز الإنترنت                                              | .se                                                                                  | .mg                         |
| المنطقة الزمنية                                           | توقيت وسط أوروبا، ت ع م+01:00، ت ع م+02:00، أوروبا/ستوكهولم ‏                         | ت ع م+03:00                 |

## منظمات دولية مشتركة
يشترك البلدان في عضوية مجموعة من المنظمات الدولية، منها:
| علم المنظمة | اسم المنظمة                               | تاريخ انضمام السويد | تاريخ انضمام مدغشقر |
| ----------- | ----------------------------------------- | ------------------- | ------------------- |
|             | الاتحاد البريدي العالمي                   | ?                   | ?                   |
|             | مؤسسة التنمية الدولية                     | 24 سبتمبر 1960      | 25 سبتمبر 1963      |
|             | البنك الدولي للإنشاء والتعمير             | 31 أغسطس 1951       | 25 سبتمبر 1963      |
|             | منظمة التجارة العالمية                    | 1995                | ?                   |
|             | يونسكو                                    | 23 يناير 1950       | 10 نوفمبر 1960      |
|             | المركز الدولي لتسوية المنازعات الاستشارية | 28 يناير 1967       | 14 أكتوبر 1966      |
|             | وكالة ضمان الاستثمار متعدد الأطراف        | 12 أبريل 1988       | 8 يونيو 1988        |
|             | الفريق المعني برصد الأرض                  | ?                   | ?                   |
|             | منظمة حظر الأسلحة الكيميائية              | ?                   | ?                   |
|             | مؤسسة التمويل الدولية                     | 20 يوليو 1956       | 27 سبتمبر 1963      |
|             | البنك الإفريقي للتنمية                    | ?                   | ?                   |
|             | الاتحاد الدولي للاتصالات                  | 1866                | 11 مايو 1961        |
|             | الأمم المتحدة                             | 19 نوفمبر 1946      | 20 سبتمبر 1960      |
|             | منظمة الشرطة الجنائية الدولية             | ?                   | ?                   |

## وصلات خارجية
- موقع وزارة الخارجية السويدية